# Бёрнс, Эмелия
Эмелия Бёрнс (англ. Emelia Burns; род. 18 февраля 1982, Брисбен, Австралия) — австралийская актриса, наиболее известная по телесериалам «Принцесса слонов» (2008—2011) и «Хроники Шаннары» (2016).

## Карьера
Дебютировала в 2006 году в одном из эпизодов сериала «H2O: Просто добавь воды». В 2007 получила одну из центральных ролей в боевике от WWE Studios «Приговорённые». После этого фильма последовали роли в телесериалах «Развод по-голливудски» (2007), «Морской патруль» (2008) и повторяющаяся роль в детском сериале «Принцесса слонов» (2008—2011), в котором она появлялась на протяжении двух сезонов. В 2011 году снялась в сериале «Терра Нова». Также сыграла второстепенную роль в сериале канала MTV «Хроники Шаннары» (2016).
Снималась в рекламе Experience Brisbane, Pantene, BMW, ABC Learning Centres, Conrad Jupiters Casino, Yamaha.

## Фильмография
| Кино        | Кино                         | Кино             | Кино                       |
| Год         | Фильм                        | Роль             | Примечание                 |
| ----------- | ---------------------------- | ---------------- | -------------------------- |
| 2007        | Приговорённые                | Ясантва          |                            |
| 2010        | Не бойся темноты             | официантка       |                            |
| Телевидение |                              |                  |                            |
| Год         | Название                     | Роль             | Примечание                 |
| 2006        | H2O: Просто добавь воды      | медсестра        | Эпизод «Under the Weather» |
| 2008        | Морской патруль              | Зурая            | 1 эпизод                   |
| 2008-2011   | Принцесса слонов             | Дива             | 50 эпизодов                |
| 2011        | Терра Нова                   | Райли            | 7 эпизодов                 |
| 2013-2014   | Соседи                       | Мэнди Эдвардс    | 3 эпизода                  |
| 2015        | Конец детства                | репортёр         | 1 эпизод                   |
| 2016        | Хроники Шаннары              | коммандер Тилтон | 10 эпизодов                |
| 2018        | Эш против Зловещих мертвецов | Зое              | 4 эпизода                  |